# Ряжский уезд
Ряжский уезд — административная единица в Рязанской губернии Российской империи и РСФСР, существовавшая в 1778—1929 годах. Уездный город — Ряжск.

## География
Уезд был расположен на юго-востоке Рязанской губернии, на юге граничил с Тамбовской губернией. По площади уезд занимал территорию в 2562,3 вёрст² .

## История
Уезд был образован в 1778 году в составе Рязанского наместничества (с 1796 года - Рязанской губернии). В 1929 году уезд был упразднен, большая его часть вошла в состав Ряжского района Рязанского округа Центральнопромышленной области (позднее — Московской).

## Население
Население уезда в 1896 году 139 606 чел. 
По переписи 1897 года в уезде было 138 854 жителя (66 649 мужчин и 72 205 женщин). В г. Ряжск — 14 835 чел.
По итогам всесоюзной переписи населения 1926 года население уезда составило 330 630 человек, из них городское — 25 257 человек.

## Населённые пункты
В 1859 году в составе уезда было 216 населённых пунктов, наиболее крупные из них:
- г. Ряжск — 2937 чел.;
- с. Бурминка — 1762 чел.;
- с. Дегтяное — 2363 чел.;
- с. Еголдаево — 2260 чел.;
- с. Захупотская Слобода — 1841 чел.;
- с. Курбатово — 1925 чел.;
- с. Марчуки — 1826 чел.;
- с. Незнаново — 2452 чел.;
- с. Петрово — 1679 чел.;
- с. Покровское — 3474 чел.;
- с. Троица — 1967 чел.;
- с. Ухолово — 4062 чел.

## Административное деление
В 1859 году в уезде было 2 стана:
- 1-й со становой квартирой в сельце Аксень;
- 2-й со становой квартирой в селе Пехлец.

В 1890 году в состав уезда входило 17 волостей:
| № п/п | Волость             | Волостное правление              | Число селений | Население |
| ----- | ------------------- | -------------------------------- | ------------- | --------- |
| 1     | Богородицкая        | с. Богородице-Рождественские Гаи | 17            | 5791      |
| 2     | Еголдаевская        | с. Новое Еголдаево               | 12            | 11 486    |
| 3     | Княжовская          | с. Княжое                        | 19            | 5136      |
| 4     | Козьмо-Демьяновская | с. Озерки                        | 16            | 8467      |
| 5     | Коноплинская        | с. Коноплино                     | 11            | 6394      |
| 6     | Кораблинская        | с. Кораблино                     | 21            | 6803      |
| 7     | Марчуковская        | с. Марчуки                       | 21            | 11 650    |
| 8     | Нагайская           | с. Нагайское                     | 29            | 6863      |
| 9     | Никольская          | с. Никольские Гаи                | 17            | 7027      |
| 10    | Подвисловская       | с. Подвислово                    | 5             | 7114      |
| 11    | Покровская          | с. Покровское                    | 6             | 5926      |
| 12    | Пустотинская        | с. Пустотино                     | 9             | 8355      |
| 13    | Смолеевская         | с. Смолеево                      | 19            | 7278      |
| 14    | Троице-Лесуновская  | с. Троица                        | 11            | 11 813    |
| 15    | Ухоловская          | с. Ухолово                       | 7             | 5904      |
| 16    | Фофоновская         | сл. Фофоновская                  | 19            | 13 179    |
| 17    | Ясеневская          | с. Ясенок                        | 11            | 5666      |

В 1905 году центр Богородицкой волости перенесен в с. Спасское-Заборовское, центр Княжовской волости — в с. Пехлец, центр Козьмо-Демьяновской волости — в с. Трехсвятское.
В 1925 году в состав Ряжского уезда входило 8 волостей:
- Андреевская — с. Андреевка,
- Борецкая — с. Борец,
- Коноплинская — с. Коноплино,
- Кораблинская — с. Кораблино,
- Ряжская — г. Ряжск,
- Сапожковская — г. Сапожок,
- Сараевская — с. Сараи,
- Ухоловская — с. Ухолово.